# 47 (singolo)
47 è un singolo del rapper portoricano Anuel AA, pubblicato il 31 marzo 2017.

## Tracce
1. 47 – 8:30